# Формула-1 — Гран-прі Японії 2007
Гран-прі Японії 2007 року — п'ятнадцятий етап чемпіонату світу 2007 року з автоперегонів у класі Формула-1, відбувся з 28 по 30 вересня на трасі Фудзі (Японія), яка була реконструйована і вперше приймала гран-прі Японії з 1977 року.

## Класифікація

### Кваліфікація
|    | Пілот               | Команда            | 1 частина | 2 частина | 3 частина |
| -- | ------------------- | ------------------ | --------- | --------- | --------- |
| 1  | Льюїс Хемілтон      | Макларен-Мерседес  | 1:25.489  | 1:24.753  | 1:25.368  |
| 2  | Фернандо Алонсо     | Макларен-Мерседес  | 1:25.379  | 1:24.806  | 1:25.438  |
| 3  | Кімі Ряйкконен      | Феррарі            | 1:25.390  | 1:24.988  | 1:25.516  |
| 4  | Феліпе Масса        | Феррарі            | 1:25.359  | 1:25.049  | 1:25.765  |
| 5  | Нік Хайдфельд       | Заубер-БМВ         | 1:25.971  | 1:25.248  | 1:26.505  |
| 6  | Ніко Росберг        | Вільямс-Тойота     | 1:26.579  | 1:25.816  | 1:26.728  |
| 7  | Дженсон Баттон      | Хонда              | 1:26.614  | 1:25.454  | 1:26.913  |
| 8  | Марк Веббер         | Ред Булл-Рено      | 1:25.970  | 1:25.535  | 1:26.914  |
| 9  | Себастьян Феттель   | Торо Россо-Феррарі | 1:26.025  | 1:25.909  | 1:26.973  |
| 10 | Роберт Кубіца       | Заубер-БМВ         | 1:26.300  | 1:25.530  | 1:27.225  |
| 11 | Джанкарло Фізікелла | Рено               | 1:26.909  | 1:26.033  |           |
| 12 | Хейкі Ковалайнен    | Рено               | 1:27.223  | 1:26.232  |           |
| 13 | Девід Култхард      | Ред Булл-Рено      | 1:26.904  | 1:26.247  |           |
| 14 | Ярно Труллі         | Тойота             | 1:26.711  | 1:26.253  |           |
| 15 | Вітантоніо Ліуцці   | Торо Россо-Феррарі | 1:27.234  | 1:26.948  |           |
| 16 | Ральф Шумахер       | Тойота             | 1:27.191  | нема часу |           |
| 17 | Рубенс Барікелло    | Хонда              | 1:27.323  |           |           |
| 18 | Александр Вюрц      | Вільямс-Тойота     | 1:27.454  |           |           |
| 19 | Ентоні Девідсон     | Супер Агурі-Хонда  | 1:27.564  |           |           |
| 20 | Адріан Сутіл        | Спайкер-Феррарі    | 1:28.628  |           |           |
| 21 | Такума Сато         | Супер Агурі-Хонда  | 1:28.792  |           |           |
| 22 | Сакон Ямамото       | Спайкер-Феррарі    | 1:29.668  |           |           |

### Перегони
|      | Пілот               | Команда            | Кіл | Час            | Старт | Очок |
| ---- | ------------------- | ------------------ | --- | -------------- | ----- | ---- |
| 1    | Льюїс Хемілтон      | Макларен-Мерседес  | 67  | 2:00:34.579    | 1     | 10   |
| 2    | Хейкі Ковалайнен    | Рено               | 67  | +8.3           | 11    | 8    |
| 3    | Кімі Ряйкконен      | Феррарі            | 67  | +9.4           | 3     | 6    |
| 4    | Девід Култхард      | Ред Булл-Рено      | 67  | +20.2          | 12    | 5    |
| 5    | Джанкарло Фізікелла | Рено               | 67  | +38.8          | 10    | 4    |
| 6    | Феліпе Масса        | Феррарі            | 67  | +49.0          | 4     | 3    |
| 7    | Роберт Кубіца       | Заубер-БМВ         | 67  | +49.2          | 9     | 2    |
| 8    | Адріан Сутіл        | Спайкер-Феррарі    | 67  | +60.1          | 19    | 1    |
| 9    | Вітантоніо Ліуцці   | Торо Россо-Феррарі | 67  | +80.6          | 22    |      |
| 10   | Рубенс Барікелло    | Хонда              | 67  | +88.3          | 16    |      |
| 11   | Дженсон Баттон      | Хонда              | 66  | підвіска       | 6     |      |
| 12   | Сакон Ямамото       | Спайкер-Феррарі    | 66  | +1 коло        | 21    |      |
| 13   | Ярно Труллі         | Тойота             | 66  | +1 коло        | 13    |      |
| 14   | Нік Хайдфельд       | Заубер-БМВ         | 65  | механіка       | 5     |      |
| 15   | Такума Сато         | Супер Агурі-Хонда  | 65  | аварія         | 20    |      |
| схід | Ральф Шумахер       | Тойота             | 55  | прокол         | 14    |      |
| схід | Ентоні Девідсон     | Супер Агурі-Хонда  | 54  | датчик дроселя | 18    |      |
| схід | Ніко Росберг        | Вільямс-Тойота     | 49  | електроніка    | 15    |      |
| схід | Себастьян Феттель   | Торо Россо-Феррарі | 46  | аварія         | 8     |      |
| схід | Марк Веббер         | Ред Булл-Рено      | 45  | аварія         | 7     |      |
| схід | Фернандо Алонсо     | Макларен-Мерседес  | 41  | аварія         | 2     |      |
| схід | Александр Вюрц      | Вільямс-Тойота     | 19  | аварія         | 17    |      |

Найшвидше коло: Льюїс Хемілтон — 1:28.193
Кола лідирування: Льюїс Хемілтон — 42 (1-28, 41-67); Марк Веббер — 5 (32-36); Себастьян Феттель — 3 (29-31); Хейкі Ковалайнен - 3 (37-39); Джанкарло Фізікелла — 1 (40).